# Călan
Călan (Ausspracheⓘ; veraltet Crișeni; deutsch Kalan, ungarisch Pusztakalán) ist eine Kleinstadt im Kreis Hunedoara in der Region Siebenbürgen in Rumänien.
Der Ort ist auch unter der deutschen Bezeichnung Klandorf und der ungarischen Kalán bekannt.

## Geographische Lage

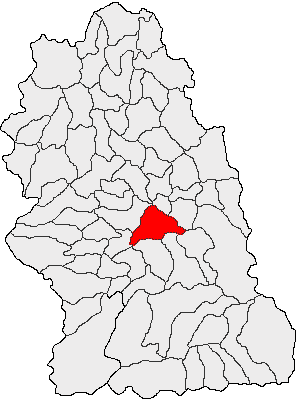
Lage der Gemeinde Călan im Kreis Hunedoara

Die Kleinstadt Călan liegt in der Südhälfte des Kreises Hunedoara am Strei (Strell) – einem Zufluss des Mureș (Mieresch) –, in der Hatzeger Talsenke (Depresiunea Hațeg). Simeria befindet sich ca. 14 Kilometer nördlich, die Kreishauptstadt Deva (Diemrich) etwa 25 Kilometer nordwestlich von Călan entfernt.

## Geschichte
Die ältesten archäologischen Hinweise auf eine Besiedlung der Region stammen aus der Jungsteinzeit. Auf dem Territorium der heutigen Stadt befand sich eine dakische Siedlung namens Ydata, die zur Zeit des Römischen Reiches unter dem Namen Aquae weiter bestand.
Călan wurde 1387 erstmals urkundlich erwähnt. Der Name geht möglicherweise auf einen Bischof Calanus zurück, der in der Umgebung des Ortes Land besaß. 1760 ist der ungarische Name Pusztakalán nachgewiesen. In dieser Zeit begann man in Călan mit der Verhüttung von Eisen, die in der zweiten Hälfte des 19. Jahrhunderts weiter an Bedeutung zunahm. 1869 entstand der erste Hochofen. In dem bis dahin ländlich geprägten Ort wurden Arbeitersiedlungen errichtet. Nach dem Zweiten Weltkrieg entwickelte sich Călan – mit dem Hüttenwerk „Victoria“ – zu einem Zentrum der Metallurgie in Rumänien. Auf der rechten Seite des Strei entstand die Siedlung Nou Călan. 1961 wurde der Ort zur Stadt erklärt. Weitere wichtige Wirtschaftszweige sind die Textil- und die Bauindustrie. Nach der Revolution 1989 wurden einige Hüttenwerke stillgelegt, so dass heute (2010) das Werk einer Ruine gleicht; mehrere Industrieflächen müssen saniert werden. Im ehemaligen Hüttenwerk sind nur noch 250–300 Menschen – überwiegend zu Wachschutzaufgaben – beschäftigt.

## Bevölkerung
1850 waren auf dem Gebiet der heutigen Stadt 5474 Einwohner registriert, von denen nur 165 in Călan, die übrigen 5309 in den heute eingemeindeten Ortschaften lebten. Etwa 97 % waren Rumänen. Die wirtschaftliche Entwicklung führte zum Zuzug anderer Nationalitäten, insbesondere von Ungarn. Bei der – allerdings umstrittenen – Volkszählung im Jahr 1910 war die Einwohnerzahl auf 7272 gestiegen, wovon sich 5807 als Rumänen, 1110 als Ungarn und 285 als Deutsche bezeichneten. In Călan selbst lebten damals 1024 Personen. Bis 1992 war ein weiterer Bevölkerungszuwachs zu verzeichnen (14.738). Seitdem sinkt die Einwohnerzahl langsam. Bei der Volkszählung 2002 lebten in Călan 13.030 Personen, davon 9359 in der eigentlichen Stadt und 3671 in den Katastralgemeinden. 11.965 bezeichneten sich als Rumänen, 800 als Ungarn, 174 als Deutsche und 67 als Roma. Des Weiteren bezeichneten sich bei fast jeder Aufnahme auch einige als Slowaken (die höchste Anzahl 1930) und Serben (die höchste Anzahl 1966); ab 1956 wurden auch Ukrainer (die höchste Anzahl 1977) registriert.

## Verkehr
Călan liegt an der doppelgleisigen und elektrifizierten Bahnstrecke Simeria–Petroșani. In Călan halten auch Schnellzüge, in Călan Bai nur Nahverkehrszüge. Es besteht regelmäßiger Busverkehr nach Deva und Hunedoara. Durch die Stadt führt die Nationalstraße (drum național) DN66 – in Nord-Süd-Richtung – von Simeria nach Filiași im Kreis Dolj, die hier der Europastraße 79 entspricht.

## Sehenswürdigkeiten
- Das römische Bad Ad Aquae, im 3. Jahrhundert in einen Felsen gehauen, hat einen Umfang von ca. 94 m, ist 14,2 m lang, 7,5 m breit und 4 m tief. Von den Einheimischen „lingura“ (Löffel) genannt, wurde das Bad von drei Quellen mit Wasser bei einer Temperatur von 23 bis 24 °C versorgt. Nach Inbetriebnahme 1980 des dritten Hochofens im Hüttenwerk, wurde das Bad mit Ruß, Asche und Kohlenstaub bedeckt, somit unbenutzbar gemacht.[5] Das Bad steht unter Denkmalschutz.[7]
- Die reformierte Kirche, 1895 errichtet.[8]
- Die orthodoxe Kirche, 1938 errichtet.[9]
- Die orthodoxe Kirche Sf. Gheorghe in Streisângeorgiu im 13. Jahrhundert errichtet, war eine Stiftung der Fam. Cîndea (ung. Kendeffi).[10] Die älteste Schicht der Wandmalerei von 1313 des Malermeister Teofil ist an der Nische für den Altar nachgewiesen.[5] 1409 restauriert, steht diese unter Denkmalschutz.
- Ein Wasserkraftwerk in Streisângeorgiu – in Richtung Boșorod –, Ende des 19. Jahrhunderts errichtet, steht unter Denkmalschutz.[7]
- Die orthodoxe Kirche Adormirea Maicii Domnului in Strei im 13./14. Jahrhundert errichtet, steht unter Denkmalschutz.[7]

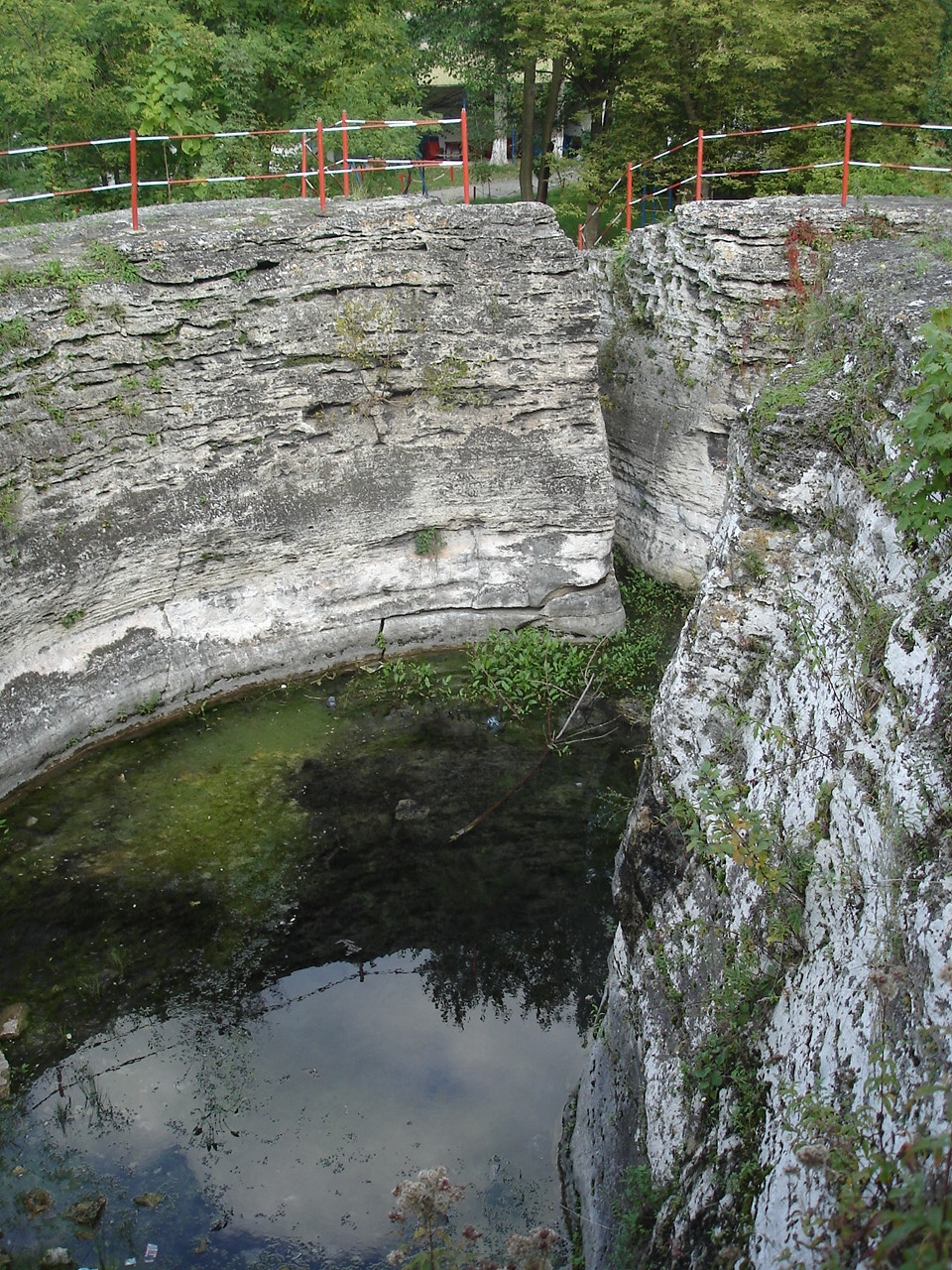
Römisches Bad
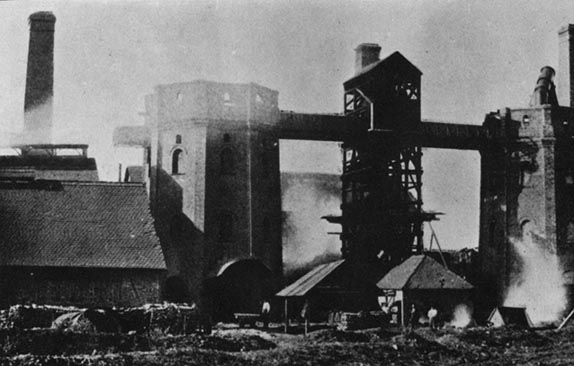
Hochofen in Călan (1896)
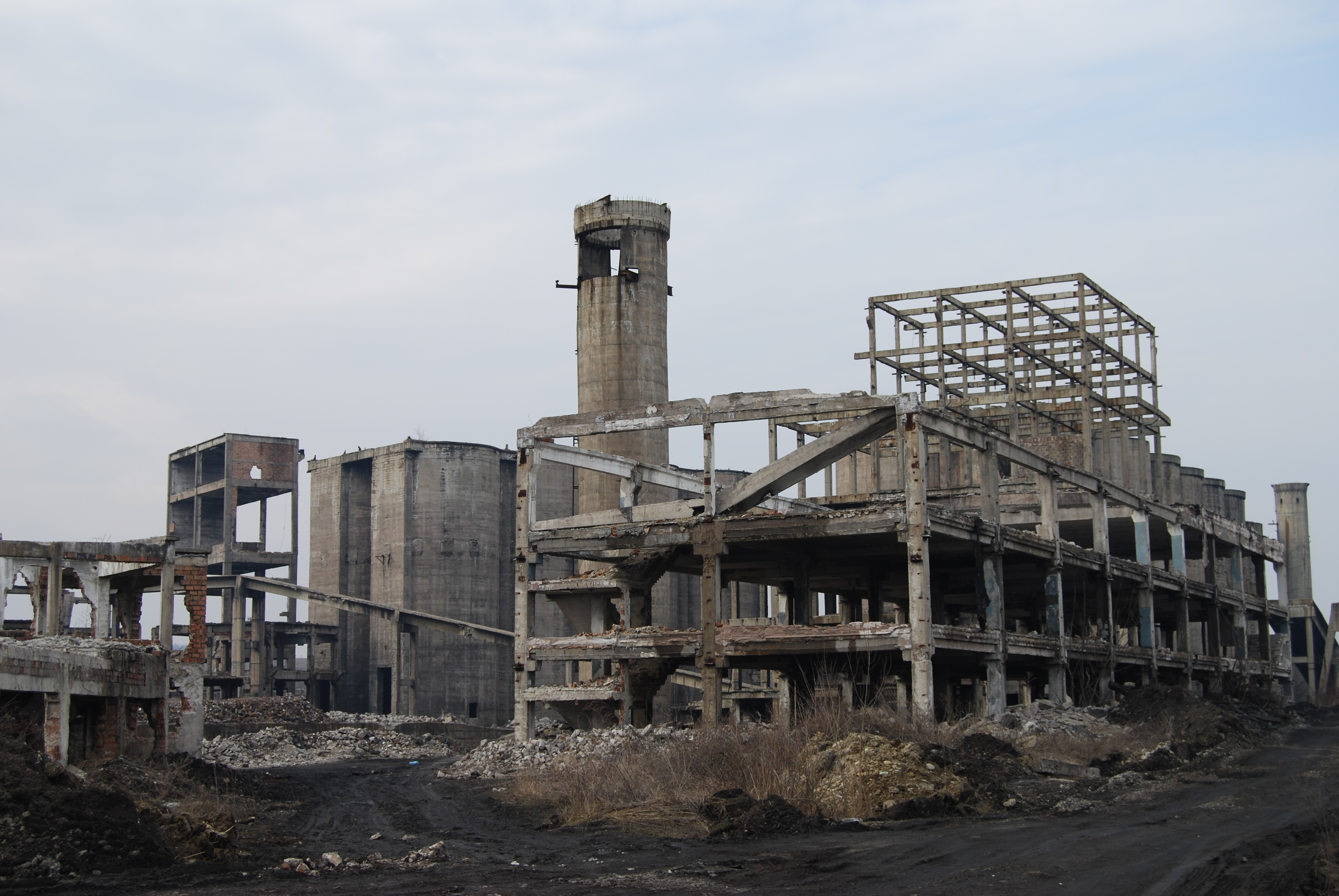
Ruine des Hüttenwerks
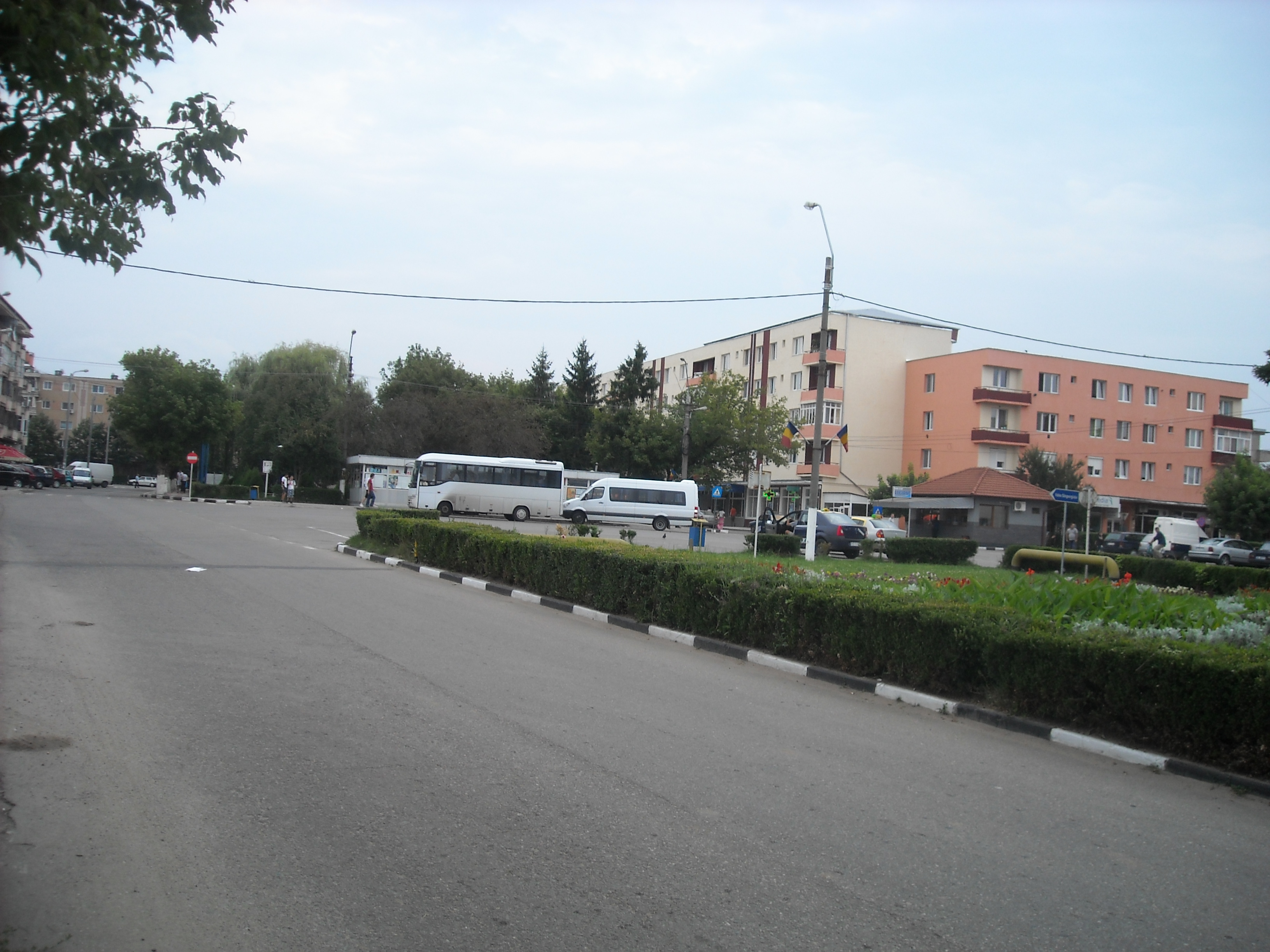
Neuer Stadtteil
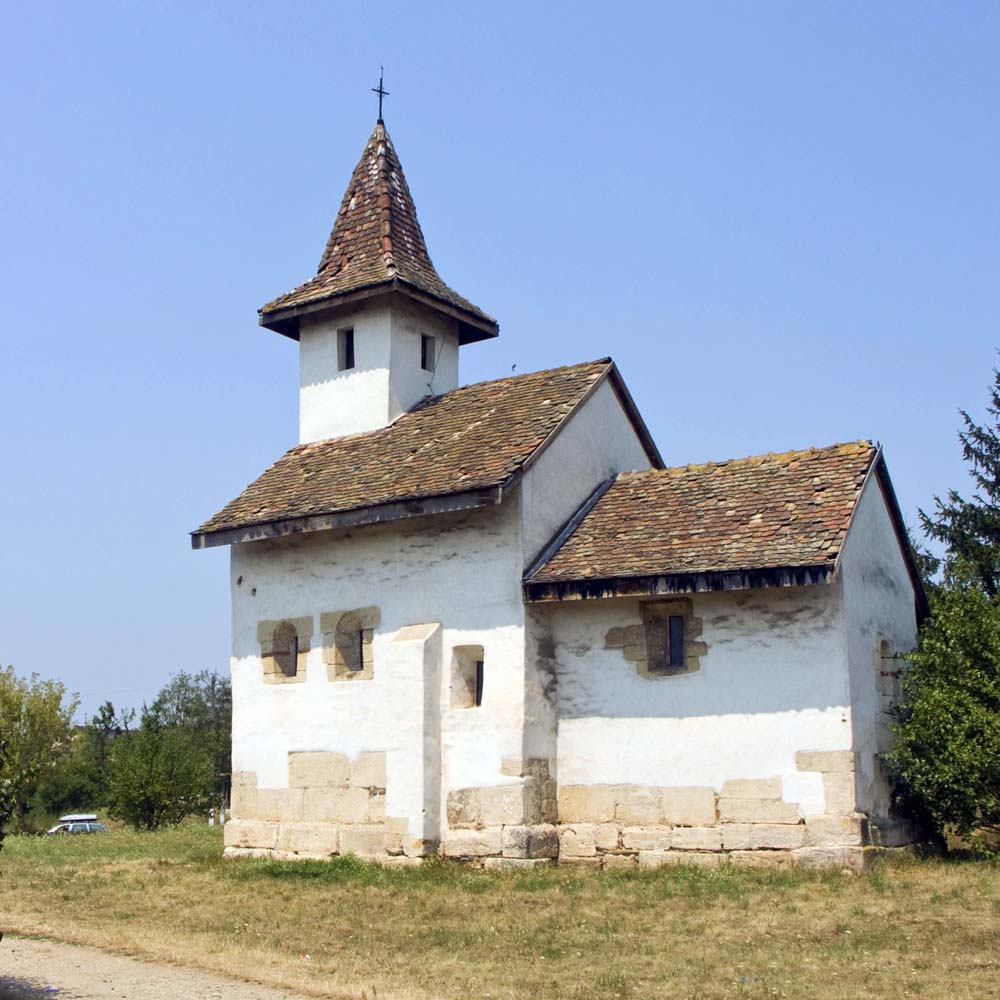
Kirche in Streisângeorgiu
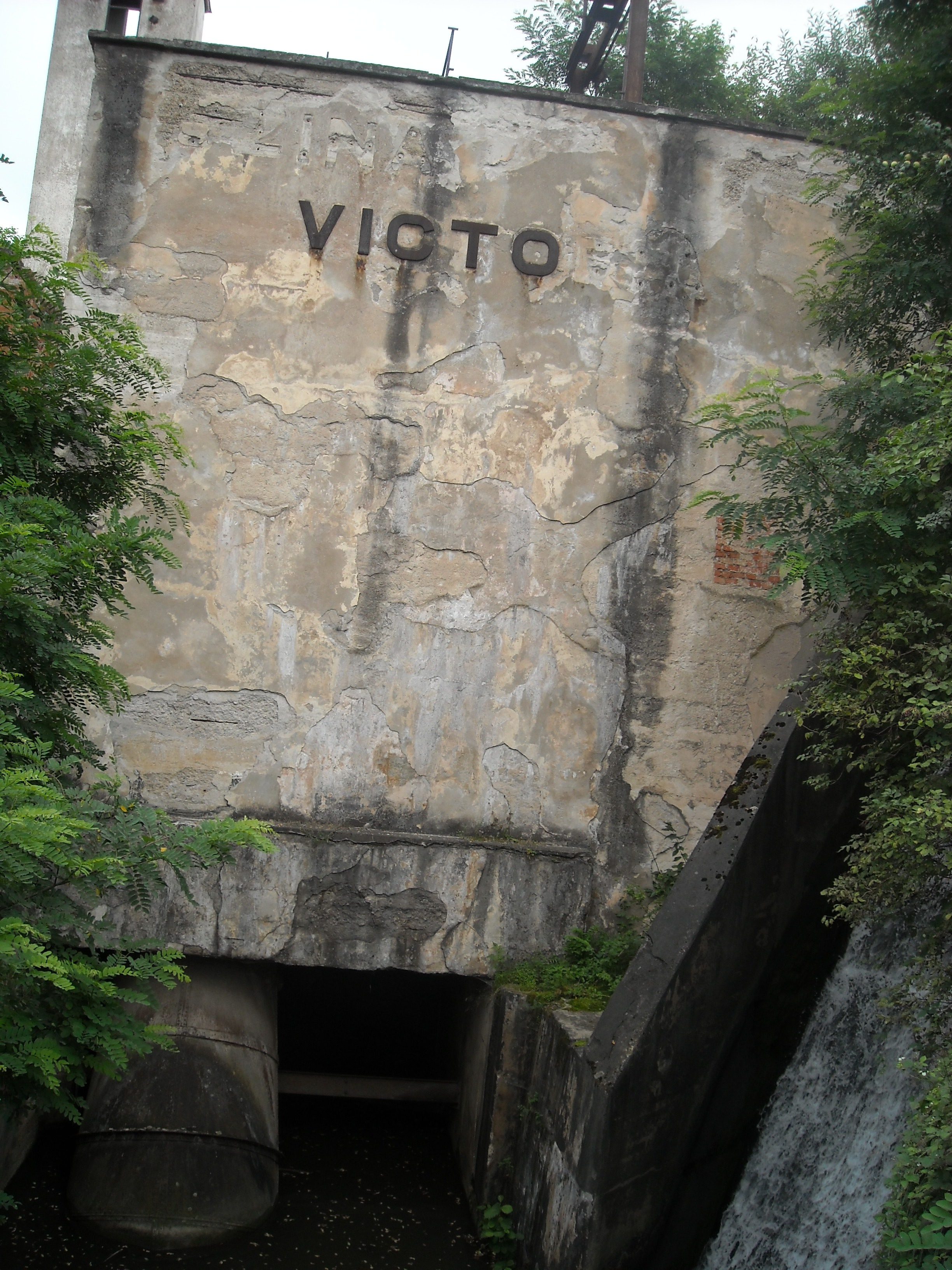
Wasserkraftwerk in Streisângeorgiu

## Persönlichkeiten
- Gheorghe Barbu (* 1951), Arbeits-, Familien- und Sozialminister[11]
- Cosmin Salasan (* 1970), Hochschullehrer für Agrarmanagement und Beratung